# Blockbuster Inc.

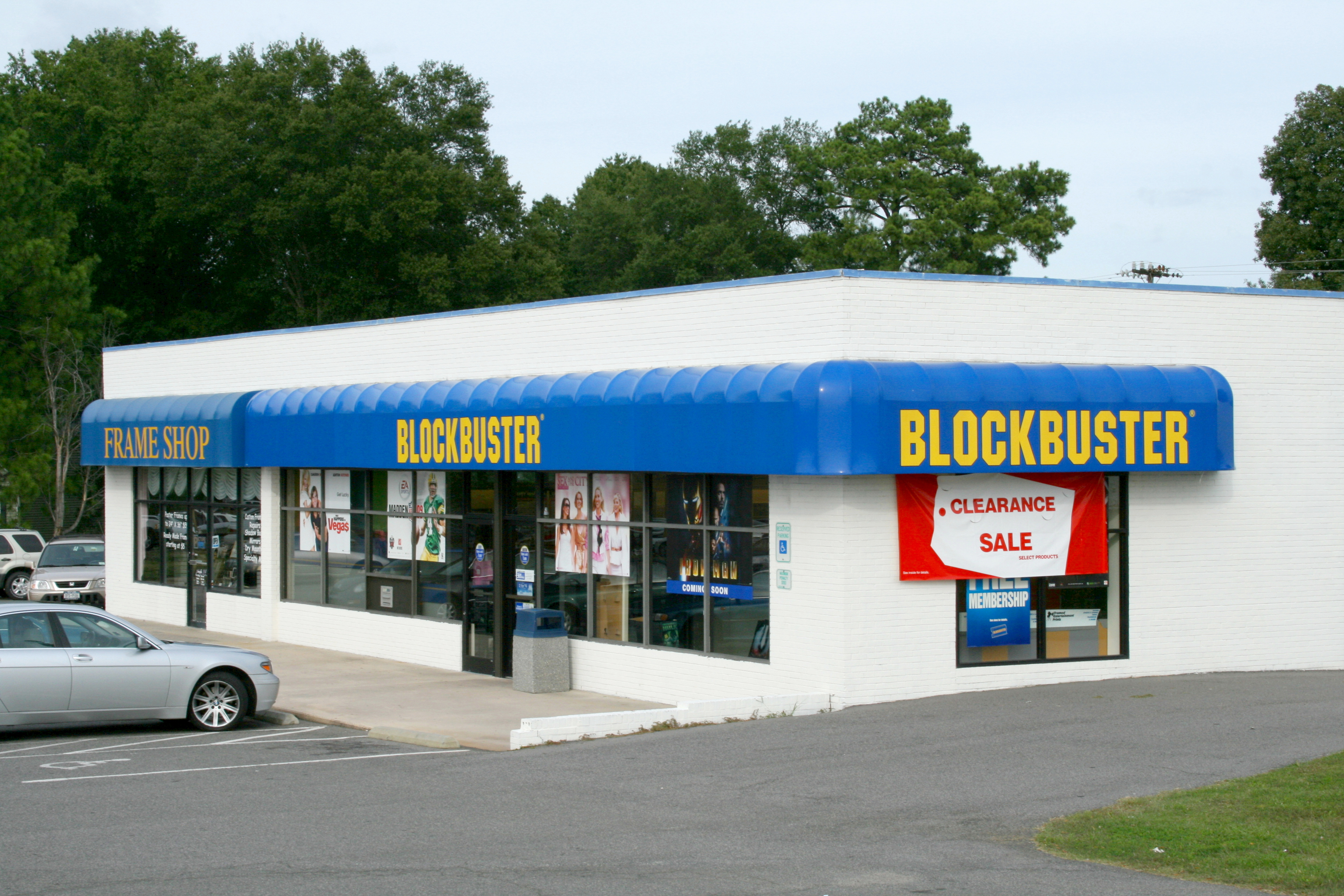
Ehemalige Blockbuster-Filiale in Durham, North Carolina (USA)

Blockbuster Inc. war eine Franchisekette für den Verleih und Verkauf von DVDs und Blu-Rays mit Hauptsitz in Englewood, Colorado.

## Geschichte
David Cook eröffnete 1985 in Dallas die erste Videothek unter dem Namen Blockbuster. Er verkaufte seine Rechte an Wayne Huizenga und John Melk, einen ehemaligen leitenden Mitarbeiter von Waste Management. Nachdem sie die Marke Blockbuster Entertainment Corporation landesweit bekannt gemacht und eine Vielzahl von neuen Filialen eröffnet hatten, verkauften sie ihre Rechte für 8,4 Milliarden US-Dollar an Viacom. 1996 wurde der Name des Unternehmens in Blockbuster, Inc. geändert. 2004 trennte es sich von Viacom. Nach heftigen Verlusten in den darauf folgenden Jahren wurde 2007 James W. Keyes, der ehemalige CEO von 7-Eleven, als neuer Firmenchef installiert.
Analysten des U.S. News & World Report gingen schon früh davon aus, dass Blockbuster 2009 in schwere finanzielle Bedrängnis kommen könnte.  Blockbuster musste schließlich im September 2010 Insolvenz anmelden. Dish Network übernahm Blockbuster schließlich im April 2011.
Im Januar 2013 musste auch das britische Tochterunternehmen von Blockbuster Insolvenz anmelden. Die britische Kette besaß 528 Filialen und etwa 4.200 Mitarbeiter in Großbritannien.
Blockbuster unterhielt in der Spitze über 5000 Filialen in den Vereinigten Staaten. Außerhalb der USA hatte Blockbuster (teilweise unter anderen Namen) über 3000 weitere Filialen, darunter in Kanada, Brasilien, Großbritannien, Dänemark, Irland und Australien. Eine Besonderheit von Blockbuster war, dass in den US-amerikanischen Filialen keine pornografischen Filme geführt wurden.
Im November 2013 wurde bekanntgegeben, dass auch die letzten 300 US-Filialen im Januar 2014 geschlossen und 2.800 Mitarbeiter gekündigt werden sollen. Auch der Versand von Videos und DVDs wurde eingestellt. Der Streamingdienst soll jedoch weiter angeboten werden. Am 8. März 2019 schloss im australischen Perth die vorletzte noch existierende Blockbuster-Videothek. Von den einst 9.094 Filialen ist somit nur noch eine einzige in Bend im US-Bundesstaat Oregon übrig geblieben.

### Deutschland
In Deutschland hatte Blockbuster zunächst 20 Filialen eröffnet und angekündigt, bis zur Jahrtausendwende auf insgesamt 250 Videotheken zu expandieren. Hierzu kam es jedoch nicht: Ende 1997 folgte das Aus.

### Blockbuster Entertainment Awards
Zwischen 1994 und 2001 verlieh Blockbuster den Blockbuster Entertainment Award, zuletzt in 37 Kategorien. Darunter war unter anderem die Kategorie „beliebteste(r) Schauspieler(in)“ in den verschiedenen Filmgenres. Zu den Preisträgern 2001 gehörten unter anderem Mel Gibson, Ben Affleck, Nicolas Cage sowie Gwyneth Paltrow, Julia Roberts und Helen Hunt.

## Trivia
- In der US-amerikanischen Serie The Office wird die Blockbuster-Kette in Staffel 3 Folge 5 von Pam Beesly (Jenna Fischer) erwähnt.
- In der US-amerikanischen Comedy-Serie Brooklyn Nine-Nine wird die Schließung der Kette in Staffel 3, Folge 18 erwähnt.
- In der US-amerikanischen Animationsserie South Park spielt ein Handlungsstrang der Episode Ein Alptraum an Halloween in einer verlassenen Filiale der Blockbuster Inc. Pointiert wird der Niedergang des Unternehmens dargestellt.[10]
- In der US-amerikanischen Animationsserie Family Guy spielt in der Episode 2 Bend or Blockbuster der Staffel 21 die letzte existierende Blockbuster-Videothek in Bend, US-Bundesstaat Oregon, eine zentrale Rolle.